# Zuigzoen

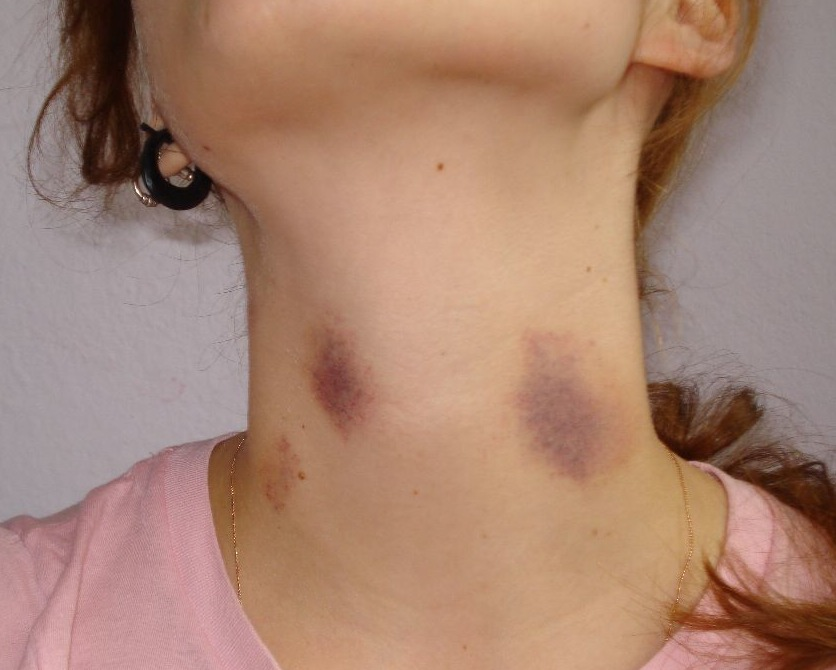
Drie zuigzoenen op de hals

Een zuigzoen is een zoen waarbij men hard op de huid zuigt. Bij de zuigzoen maakt men van de mond een soort zuignap. Men  plaatst de lippen op de huid en zuigt hard. 
Een zuigzoen leidt met name in het gebied van de nek en hals waar zich veel bloedvaatjes bevinden tot een plek op de huid met een plaatselijke bloeduitstorting. Het duurt vijf tot tien dagen voordat een zuigzoen genezen is.